# Nikola Vuljanić
Nikola Vuljanić (ur. 25 czerwca 1949 w Karlovacu, zm. 2 marca 2024 tamże) – chorwacki filolog, polityk i nauczyciel akademicki, poseł krajowy i eurodeputowany.

## Życiorys
Ukończył studia filologiczne na Uniwersytecie w Zagrzebiu, specjalizując się w języku angielskim i literaturoznawstwie. Pracował jako nauczyciel w szkole średniej i wykładowca akademicki, pełniąc kierownicze funkcje na uczelni. Od 2004 był posłem do Zgromadzenia Chorwackiego V kadencji z ramienia Chorwackiej Partii Ludowej. W wyniku wyborów w 2011 z ramienia ugrupowania Chorwaccy Laburzyści – Partia Pracy powrócił do krajowego parlamentu. Został jednym z obserwatorów w Parlamencie Europejskim VII kadencji. W pierwszych w historii Chorwacji wyborach do Parlamentu Europejskiego w 2013 uzyskał mandat eurodeputowanego. Sprawował go do 2014, po czym powrócił do Zgromadzenia Chorwackiego VII kadencji.